# 주니퍼 네트웍스
주니퍼 네트웍스(Juniper Networks)는 1996년 설립된 정보기술과 컴퓨터 네트워크 관련 제품을 생산하는 다국적 기업이다. 미국 캘리포니아주 써니베일에 본사를 두고 있다. 고성능 인터넷 프로토콜 네트워크 제품과 서비스를 개발, 판매하고 있다. 주니퍼의 주 생산품은 T-시리즈, M-시리즈, E-시리즈, MX-시리즈 그리고 J-시리즈 계열의 라우터, EX-시리즈 이더넷 스위치 그리고 SRX-시리즈 보안 제품들이다. 대부분의 주니퍼 제품들은 주니퍼의 네트워크 운용 시스템인 JUNOS를 사용한다. 2009년 포춘지 100대 기업으로 처음 선정되었고, 2009년 포춘지 선정 네트워킹 커뮤니캐이션 부문에서 세계에서 가장 존경받는 기업 4위에 올랐다.